# 1934 au Canada
Pour un article plus général, voir Chronologie du Canada.
Cet article traite des événements qui se sont produits durant l'année 1934 au Canada.

## Événements

### Politique
- 6 juin : fondation de l’Action libérale nationale (dirigée par Paul Gouin).

- 19 juin : élections générales en Ontario le gouvernement du Parti progressiste-conservateur est défait par le Parti libéral et Mitchell Hepburn succède à George Stewart Henry au poste de Premier ministre et en Saskatchewan le Parti libéral conserve sa majorité à l'Assemblée législative ; le Farmer-Labour forme l'opposition officielle.

- 3 juillet : création de la Banque du Canada.

- 26 octobre : fondation du parti de la reconstruction du Canada.

### Justice
- Enlèvement de John Sackville Labatt.

### Sport

#### Cyclisme
- Six Jours de Vancouver

#### Football
- Les Imperials de Sarnia remportent la Coupe Grey de football canadien.

#### Sport automobile
- La croisière blanche, expédition automobile Citroën dans le nord-ouest du pays, est un piteux échec (juillet-octobre).

### Économie
- Fondation de la Banque du Canada.

### Science
- Wilder Penfield fonde l'institut de neurologie de Montréal.

### Culture
- Fondation de l'Orchestre symphonique de Montréal
- Film français Maria Chapdelaine  tourné à Péribonka, Québec.

### Religion
- 12 mai : Paul-Ernest-Anastase Forget est nommé évêque au Diocèse de Saint-Jean-Longueuil.
- James Charles McGuigan est nommé archevêque de Toronto.
- Alfred-Odilon Comtois est nommé évêque au Diocèse de Trois-Rivières.

## Naissances
- 11 janvier : Jean Chrétien, premier ministre du Canada.
- 19 janvier : Lloyd Robertson, animateur de télévision.
- 5 février : Don Cherry, joueur et entraîneur-chef de hockey sur glace.
- 16 mars : Ramon John Hnatyshyn, gouverneur général du Canada.
- 17 mai : George Karpati, neurologue.
- 28 mai : les 5 Sœurs Dionne (quintuplés) à Corbeil (Ontario) au Canada.
- 27 juin : Norman Atkins, sénateur et homme politique.
- 13 juillet : Peter Gzowski, journaliste et écrivain.
- 21 septembre : Leonard Cohen, auteur-compositeur-interprète.
- 22 septembre : Philippe Bruneau, musicien canadien († 8 août 2011).
- 1er octobre : Margaret Norrie McCain, lieutenant-gouverneur du Nouveau-Brunswick.
- 21 novembre : Howard Pawley, premier ministre du Manitoba. († 30 décembre 2015)
- 30 novembre : Marcel Prud'homme, sénateur et homme politique.

## Décès
- 2 mars : John Smith Archibald, architecte.
- 7 mars : John Campbell Hamilton Gordon, gouverneur général du Canada.
- 15 mars : Davidson Black, anthropologue.
- 17 avril : Frank S. Cahill, homme politique fédéral provenant du Québec.
- 28 juillet : Marie Dressler, actrice.
- 26 décembre : Joseph-Elzéar Bernier, explorateur de l'Arctique.